# Симор (Тексас)
Симор (енгл. Seymour) град је у америчкој савезној држави Тексас. Налази се у округу Бејлор, чије је седиште. По попису становништва из 2010. у њему је живело 2.740 становника.

## Демографија
Према попису становништва из 2010. у граду је живело 2.740 становника, што је 168 (5,8%) становника мање него 2000. године.
| Група             | 2000.         | 2010.         |
| Белци             | 2.422 (83,3%) | 2.271 (82,9%) |
| Афроамериканци    | 133 (4,6%)    | 67 (2,4%)     |
| Азијати           | 21 (0,7%)     | 3 (0,1%)      |
| Хиспаноамериканци | 304 (10,5%)   | 373 (13,6%)   |
| Укупно            | 2.908         | 2.740         |